# Lophocolea papulimarginata
Lophocolea papulimarginata là một loài Rêu trong họ Lophocoleaceae. Loài này được H.A. Mill. mô tả khoa học đầu tiên năm 1981.